# 渡瀬駅 (福岡県)
渡瀬駅（わたぜえき）は、福岡県みやま市高田町濃施にある、九州旅客鉄道（JR九州）鹿児島本線の駅である。駅番号はJB24。

## 歴史

### 年表
- 1891年（明治24年）6月7日：九州鉄道（初代）が開設（矢部川駅（現・瀬高駅） - 大牟田駅間に増設）[1][2]。
- 1907年（明治40年）7月1日：九州鉄道（初代）が国有化され帝国鉄道庁が所管[2]。
- 1978年（昭和53年）4月15日：貨物取扱廃止[2]。
- 1984年（昭和59年）2月1日：荷物扱い廃止[2]。
- 1985年（昭和60年）3月14日：駅員無配置駅となる[3]。
- 1987年（昭和62年）4月1日：国鉄分割民営化によりJR九州が継承[2]。
- 2006年（平成18年）：駅舎新築[1]。
- 2009年（平成21年）3月1日：ICカードSUGOCAの利用開始[4]。
- 2015年（平成27年) 4月1日：きっぷ販売をみやま市観光協会に委託。
- 2022年（令和04年）3月12日：終日無人駅化[5]。

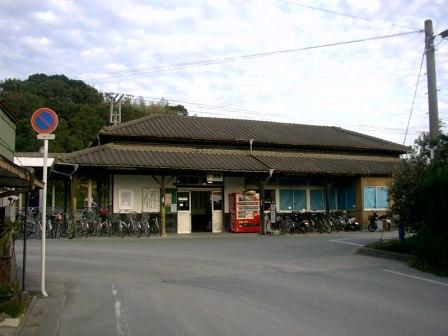
旧駅舎（2004年12月）

### 駅名の由来
開業当時の地名（三池郡二川村字渡瀬）が由来。
「渡瀬」は古くから楠田川と隈川に挟まれた三池街道の宿場町として栄えた町で、駅名が「二川」にならなかったのは当時は「二川村」よりも「渡瀬宿」の方が知名度が高かったことや、隣郡の八女郡（現・筑後市）にも「二川村」が存在していたからである。駅名を「二川駅」にする案もあったのだが、1896年（明治29年）に東海道本線に二川駅が開業してしまったため、結局「二川駅」になることはなかった。
渡瀬地区は地区改正で縮小したものの、今も西鉄渡瀬駅との中間程（下楠田付近）に現存している。
なお「渡瀬」の由来は、この地が隈川を徒渉して渡れる瀬（浅瀬）が多いことから来ており、二川村の「二川」とは「楠田川」と「隈川」のことである。

## 駅構造
単式ホーム2面2線を有する地上駅。以前はもう1線を有していたが中線が撤去された。互いのホームは跨線橋で連絡している。駅舎は西側にある。
無人駅である。2022年3月11日まではみやま市観光協会が駅業務を行う簡易委託駅であり、きっぷうりばが設置されていた。SUGOCAの利用が可能である。

### のりば
| のりば | 路線       | 方向 | 行先                   |
| ------ | ---------- | ---- | ---------------------- |
| 1      | 鹿児島本線 | 上り | 久留米・鳥栖・博多方面 |
| 2      | 鹿児島本線 | 下り | 大牟田・熊本・八代方面 |

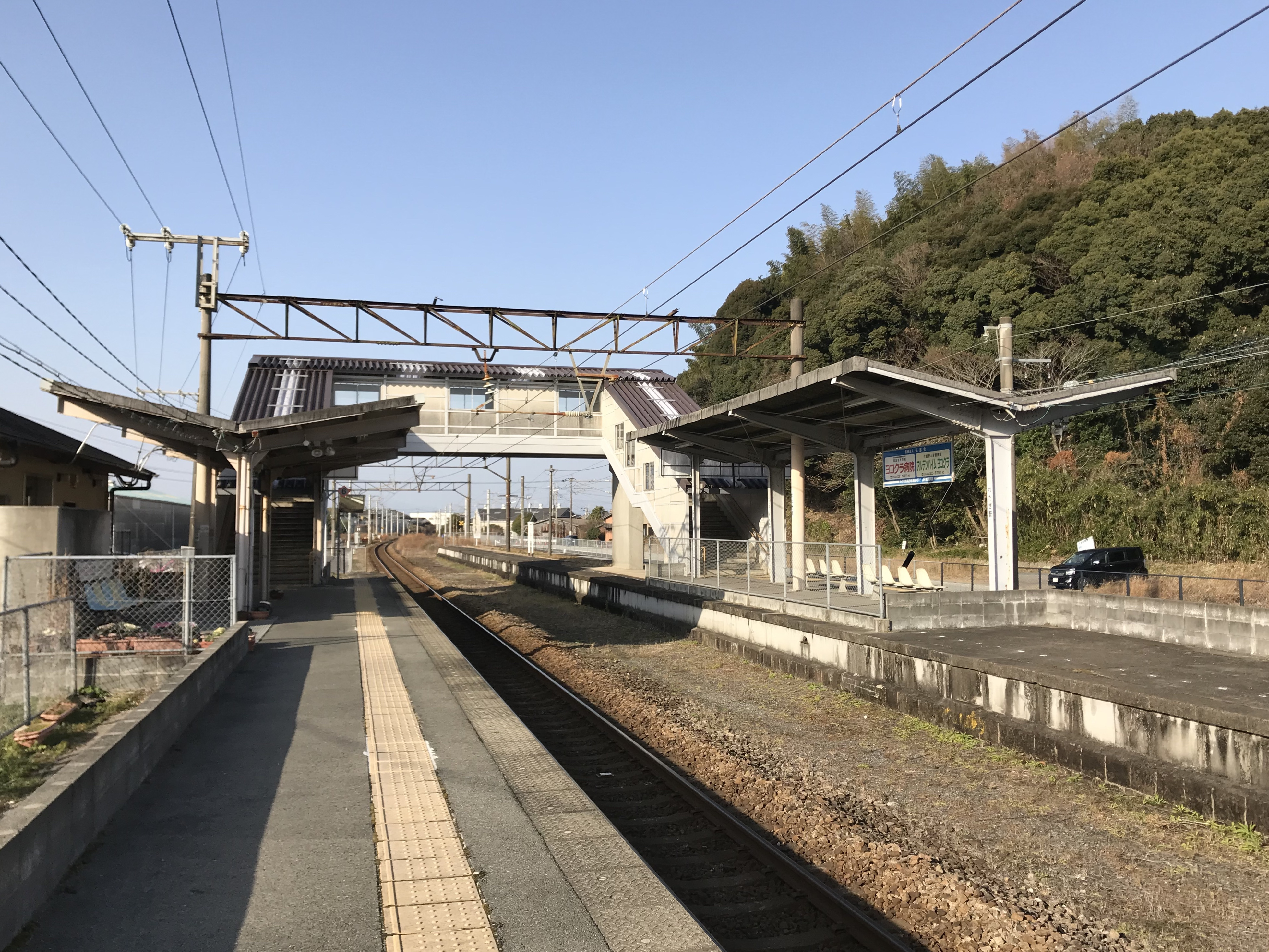
駅構内（中線は撤去されたが、形跡が残っている）
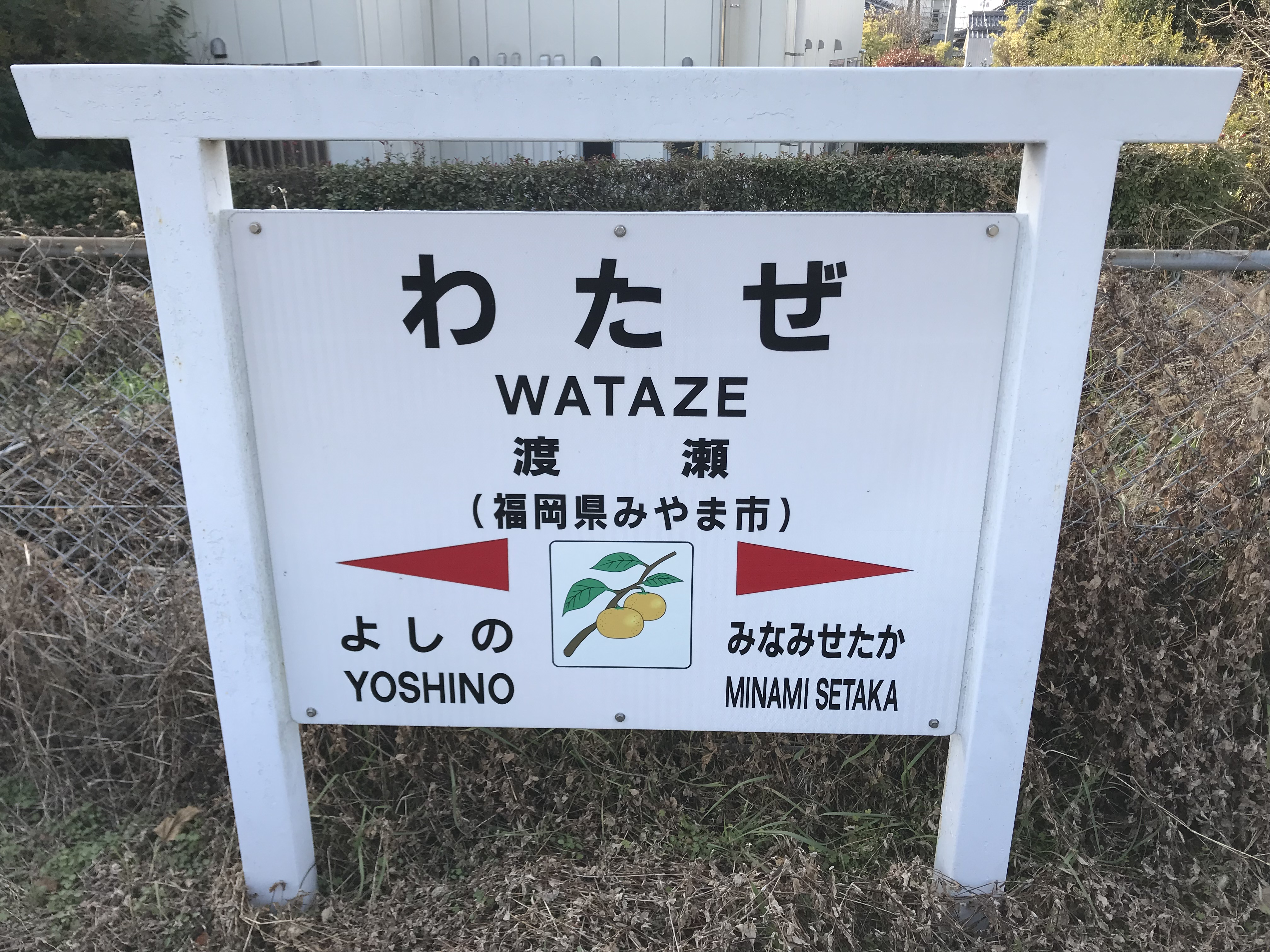
駅名標（2018年1月）

## 利用状況
| 1日乗降人員推移 | 1日乗降人員推移 |
| 年度            | 1日平均人数     |
| --------------- | --------------- |
| 2018年          | 512             |

## 駅周辺
みやま市高田町中心部に立地している。駅前の県道を150m程直進すると国道208号との交差点（JR渡瀬駅前交差点）に辿り着く。JR渡瀬駅前交差点を右折し国道上を200m程北進したところにある濃施交差点で国道208号から国道209号が分岐している。国道208号の一部と国道209号は高田町内で鹿児島本線に並行している。
- みやま市役所高田支所
- マイピア高田（みやま市立高田図書館併設）
- 高田濃施山公園
- 西日本鉄道開駅[1]
- みやま市立二川小学校
- 南筑後農業協同組合
  - 二川支店
  - 高田・大牟田農機・ガスセンター
- 伊藤整一海軍大将生誕の碑
- ヨコクラ病院
- 渡瀬郵便局

### バス路線
「JR渡瀬駅」停留所にて、みやま市コミュニティバスの路線が発着する。
- 瀬高・高田線（太神・岩田経由）：市立図書館
- 山川・高田線（亀谷・竹飯経由 / 田浦・田尻経由）：山川げんきかん
- 高田・瀬高線（江浦・浜田・大江経由）：みやま市役所 / あたご苑
- 高田南部・西部線：西鉄江の浦駅・黒崎開北・西鉄開駅方面 / 渡瀬団地・唐川方面

## 隣の駅
九州旅客鉄道（JR九州）
 鹿児島本線
■快速
通過
■区間快速（一部列車のみ停車）・■普通
南瀬高駅 (JB23) - 渡瀬駅 (JB24) - 吉野駅 (JB25)